# Mõigu
Mõigu is een subdistrict of wijk (Estisch: asum) binnen het stadsdistrict Kesklinn in Tallinn, de hoofdstad van Estland. De Baltische Duitsers noemden de wijk Moik of Moick.
De wijk telde 331 inwoners op 1 januari 2020. Ze grenst aan de wijken Ülemiste en Sõjamäe, de vlek Peetri in de gemeente Rae en de wijk Ülemistejärve. Mõigu ligt iets meer dan 100 meter van het Ülemistemeer verwijderd; de oevers van het meer horen bij Ülemistejärve.

## Geschiedenis

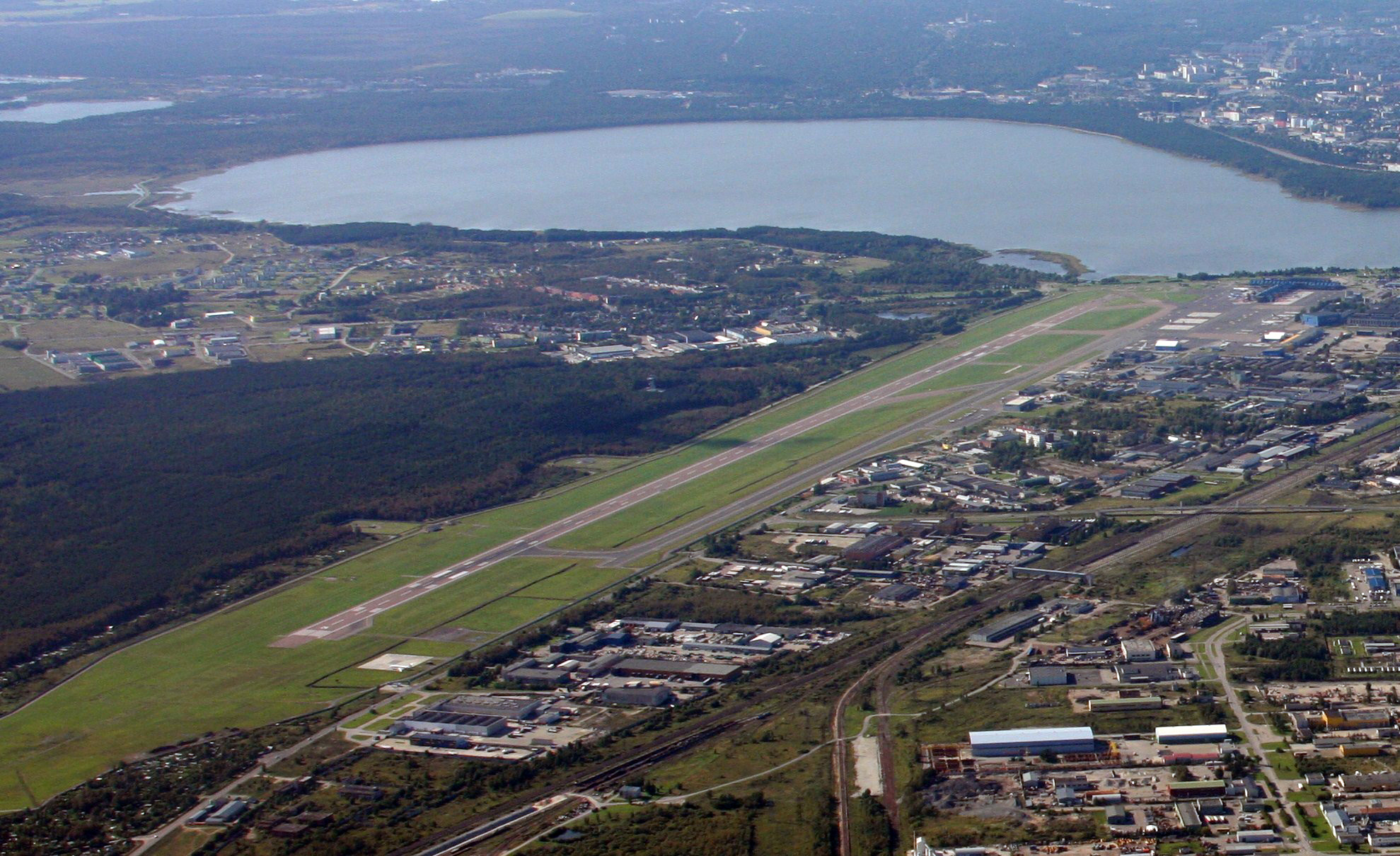
Het vliegveld van Tallinn met op de achtergrond het Ülemistemeer. Links onder het Ülemistemeer ligt Mõigu

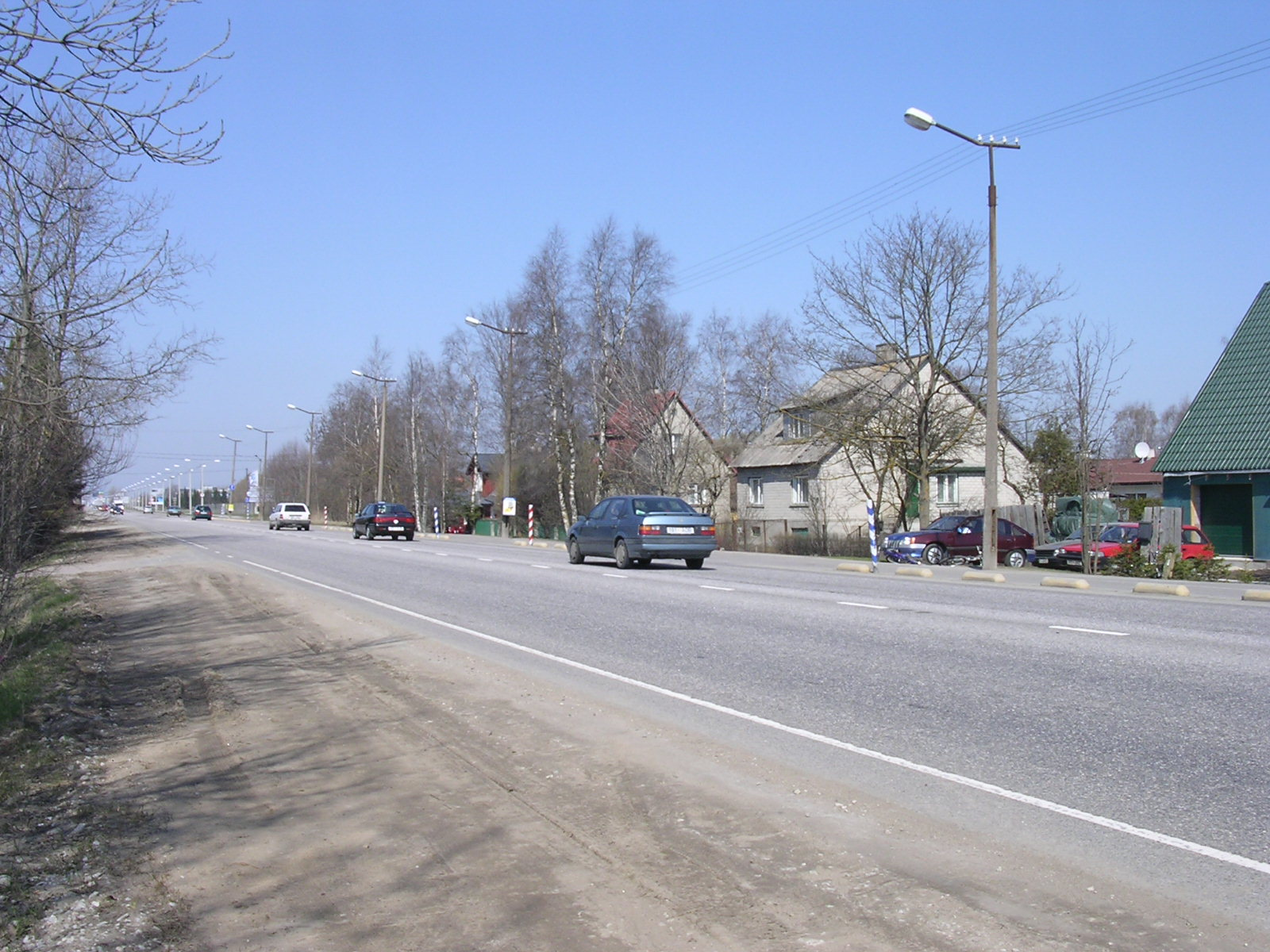
De Tartu maantee in Mõigu

Mõigu is van oudsher nauw verbonden met Järveküla (Duits: Jerweküll, ‘Meerdorp’), een plaats in de gemeente Rae ten zuiden van Peetri. De nederzettingen Mõigu en Järveküla werden voor het eerst vermeld in het Grondboek van Waldemar uit 1241 onder de namen Møickæ en Jærgækylæ. Peetri is veel jonger; de eerste vermelding daarvan dateert uit 1631. Mõigu en Järveküla vielen eerst onder de burcht van Tallinn, maar kwamen in 1586 in particuliere handen.
Tussen 1669 en 1683 werd in Mõigu een landhuis gebouwd, het landhuis Moick (Estisch: Mõigu mõis). In 1692 werd het als hospitaal geschonken aan de Dom van Tallinn.
In 1710, tijdens de Grote Noordse Oorlog werden Mõigu en Järveküla verwoest. Daarna werd Mõigu opnieuw opgebouwd op de plaats van Järveküla en omgekeerd. De horige boeren vestigden zich op hun nieuwe plaats. Het landhuis van Mõigu hield wel de naam en is in 1800 vernieuwd en in de 20e eeuw ingrijpend verbouwd. Het is nu in particulier bezit en ligt in Jãrveküla.
In de tweede helft van de 18e eeuw schonk tsarina Catharina II Mõigu en Jarveküla aan de Domkerk van Tallinn.
Het dorp Mõigu werd in de jaren zeventig van de 20e eeuw opgedeeld tussen Peetri en de stad Tallinn.

## Het kerkhof van Mõigu
In 1774 werd in Mõigu een begraafplaats ingericht speciaal voor de Duits-Baltische parochie van de Dom van Tallinn. De Estische naam luidde Mõigu kalmistu. De stichting van de begraafplaats was een gevolg van een oekaze van tsarina Catharina II van 19 mei 1772, waarin het begraven in kerken verboden werd. In plaats daarvan waren begrafenissen voortaan alleen nog toegestaan op kerkhoven buiten de stadsgrenzen. Daarmee wilde de tsarina de verspreiding van besmettelijke ziekten als de pest tegengaan.
Op het kerkhof werden vele leden van vooraanstaande Baltisch-Duitse families, zoals de families von Manteuffel, von Kotzebue en von Rosen, ter aarde besteld.
Het kerkhof werd in de jaren 1950-51 door de toenmalige Sovjetautoriteiten volledig vernield en geëgaliseerd. De soms monumentale grafstenen werden gebruikt als bouwmateriaal. Hetzelfde gebeurde met de begraafplaats voor Baltische Duitsers in Kopli en de begraafplaats voor Esten in Kalamaja. Het terrein waar ooit het kerkhof lag, ligt nu braak. Er is nog geen beslissing genomen over een nieuwe bestemming voor het terrein.

## Vervoer
De Tartu maantee, die aansluit op de Põhimaantee 2, de hoofdweg van Tallinn naar Tartu, komt door Mõigu. De wijk wordt bediend door een aantal buslijnen. Eén daarvan heeft Mõigu als eindpunt, de overige lopen van Tallinn naar een andere plaats.